# Госкінс (Небраска)
Госкінс (англ. Hoskins) — селище (англ. village) в США, в окрузі Вейн штату Небраска. Населення — 263 особи (2020).

## Географія
Госкінс розташований за координатами 42°6′45″ пн. ш. 97°18′16″ зх. д. / 42.11250° пн. ш. 97.30444° зх. д. (42.112636, -97.304384).  За даними Бюро перепису населення США в 2010 році селище мало площу 0,80 км², уся площа — суходіл.

## Демографія
Згідно з переписом 2010 року, у селищі мешкало 285 осіб у 111 домогосподарстві у складі 84 родин. Густота населення становила 356 осіб/км².  Було 121 помешкання (151/км²).
Расовий склад населення:
| - 98,2 % — білих - 0,4 % — азіатів |

До двох чи більше рас належало 1,1 %. Частка іспаномовних становила 3,9 % від усіх жителів.
За віковим діапазоном населення розподілялося таким чином: 24,9 % — особи молодші 18 років, 61,8 % — особи у віці 18—64 років, 13,3 % — особи у віці 65 років та старші. Медіана віку мешканця становила 38,2 року. На 100 осіб жіночої статі у селищі припадало 109,6 чоловіків;  на 100 жінок у віці від 18 років та старших — 109,8 чоловіків також старших 18 років.
Середній дохід на одне домашнє господарство  становив 58 142 долари США (медіана — 45 833), а середній дохід на одну сім'ю — 63 184 долари (медіана — 60 625). Медіана доходів становила 39 000 доларів для чоловіків та 24 712 долари для жінок. За межею бідності перебувало 1,5 % осіб, у тому числі 0,0 % дітей у віці до 18 років та 7,4 % осіб у віці 65 років та старших.
Цивільне працевлаштоване населення становило 133 особи. Основні галузі зайнятості: виробництво — 24,8 %, роздрібна торгівля — 15,0 %, освіта, охорона здоров'я та соціальна допомога — 15,0 %.